# Niederlauken
Niederlauken ist ein Ortsteil der Gemeinde Weilrod im hessischen Hochtaunuskreis.

## Geographie
Niederlauken liegt im östlichen Hintertaunus im Sattelbachtal. Direkter Nachbarort ist das einen Kilometer entfernte Oberlauken. Mit einem Abstand von jeweils drei km sind Merzhausen und Neuweilnau Nachbarorte. Höchste Erhebungen bei Niederlauken sind der Hohlberg mit 345 Metern über NN und der Hühnerküppel mit 400 Meter über NN.
Nächste Städte sind Usingen, Bad Camberg und Limburg an der Lahn.

## Geschichte

### Ortsgeschichte

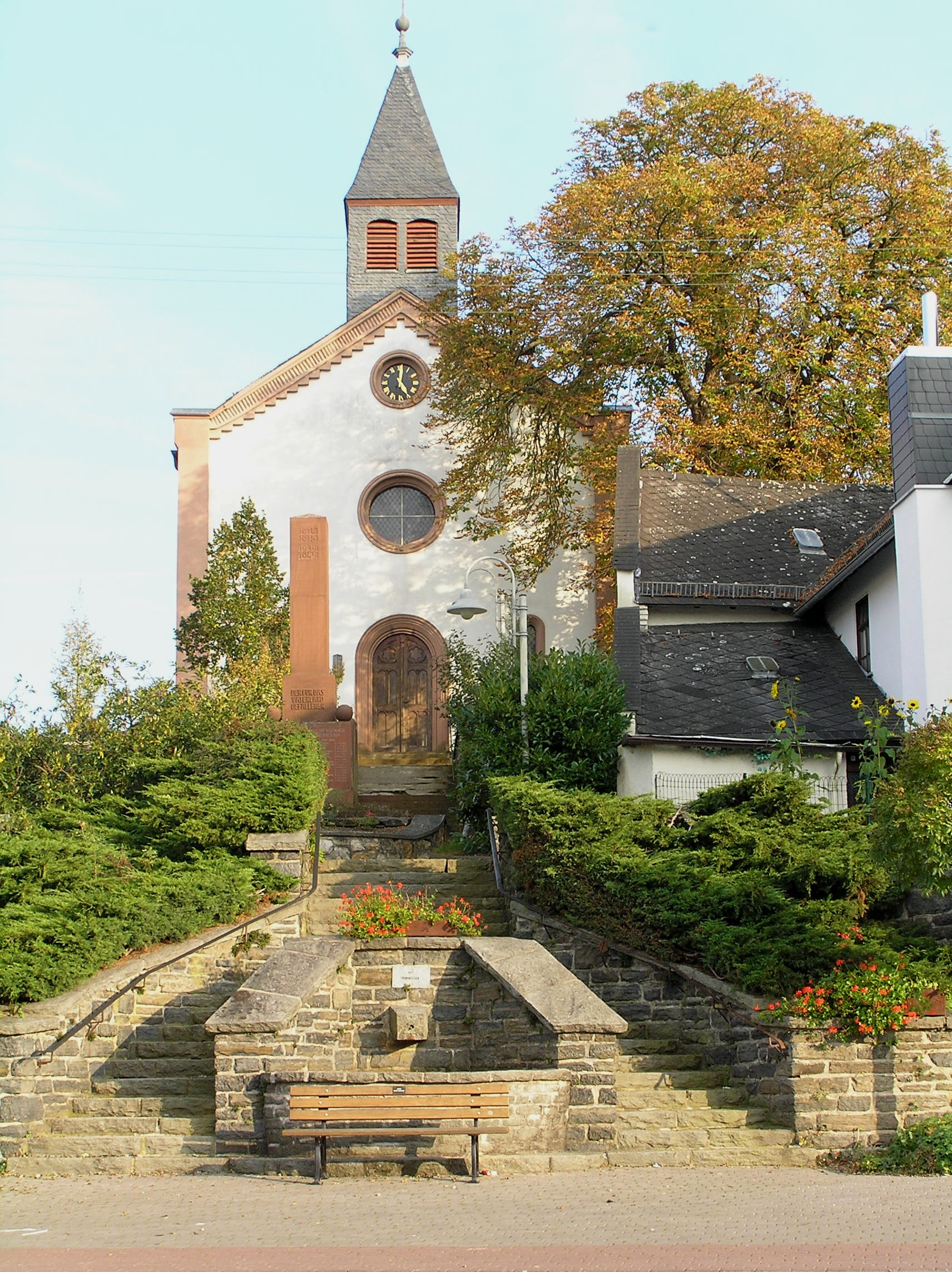
Kirche von Niederlauken

Erste Spuren der menschlichen Besiedelung waren Jungsteinzeitliche Funde auf dem Gemeindegebiet. Die älteste bekannte schriftliche Erwähnung von Niederlauken erfolgte unter dem Namen Lukere im Jahr 1213. Die nächste Erwähnung Niederlakens findet sich in einer Urkunde von 1249. Das damalige Lauken war Besitz des Grafen Gerhard von Diez. Mit der Trennung der beiden Linien der Grafschaft Diez 1326 wurde Niederlauken nassauisch. Im 16. Jahrhundert gehörte Niederlauken zum Stockheimer Gericht und kam 1659 zu Nassau-Usingen.
Seit etwa 1500 besaß das Dorf eine Kapelle. Bis 1669 gehörte Niederlauken kirchlich zu Altweilnau. Heute bilden die Kirchen in Niederlauken und Oberlauken zusammen die Evangelische Kirchengemeinde Lauken. Die Kirche des Ortes wurde Mitte des 19. Jahrhunderts errichtet.
Hessische Gebietsreform (1970–1977)
Im Zuge der Gebietsreform in Hessen wurde die bis dahin selbständigen Gemeinden Niederlauken im Landkreis Usingen zum 1. August 1972 kraft Landesgesetz mit weiteren Gemeinden zur Gemeinde Weilrod zusammengeschlossen. Damit verbunden war der Wechsel in den neu gegründeten Hochtaunuskreis. Für alle ehemals eigenständigen Gemeinden von Weilrod wurde je ein Ortsbezirk mit Ortsbeirat und Ortsvorsteher nach der Hessischen Gemeindeordnung gebildet.

### Verwaltungsgeschichte im Überblick
Die folgende Liste zeigt die Staaten und Verwaltungseinheiten, denen Niederlauken angehört(e):
- vor 1806: Heiliges Römisches Reich, Grafschaft/Fürstentum Nassau-Usingen, Amt Usingen
- ab 1806: Herzogtum Nassau,[Anm. 2] Amt Usingen
- ab 1849: Herzogtum Nassau, Kreisamt Idstein[Anm. 3]
- ab 1854: Herzogtum Nassau, Amt Usingen
- ab 1867: Königreich Preußen,[Anm. 4] Provinz Hessen-Nassau, Regierungsbezirk Wiesbaden, Obertaunuskreis[Anm. 5]
- ab 1871: Deutsches Reich, Königreich Preußen, Provinz Hessen-Nassau, Regierungsbezirk Wiesbaden, Obertaunuskreis
- ab 1886: Deutsches Reich, Königreich Preußen, Provinz Hessen-Nassau, Regierungsbezirk Wiesbaden, Kreis Usingen
- ab 1918: Deutsches Reich (Weimarer Republik), Freistaat Preußen, Provinz Hessen-Nassau, Regierungsbezirk Wiesbaden, Obertaunuskreis
- ab 1932: Deutsches Reich, Königreich Preußen, Provinz Hessen-Nassau, Regierungsbezirk Wiesbaden, Obertaunuskreis
- ab 1933: Deutsches Reich, Königreich Preußen, Provinz Hessen-Nassau, Regierungsbezirk Wiesbaden, Landkreis Usingen
- ab 1944: Deutsches Reich, Freistaat Preußen, Provinz Nassau, Landkreis Usingen
- ab 1945: Amerikanische Besatzungszone,[Anm. 6] Groß-Hessen, Regierungsbezirk Wiesbaden, Landkreis Usingen
- ab 1946: Amerikanische Besatzungszone, Land Hessen, Regierungsbezirk Wiesbaden, Landkreis Usingen
- ab 1949: Bundesrepublik Deutschland, Land Hessen, Regierungsbezirk Wiesbaden, Landkreis Usingen
- ab 1968: Bundesrepublik Deutschland, Land Hessen, Regierungsbezirk Darmstadt, Landkreis Usingen
- ab 1972: Bundesrepublik Deutschland, Land Hessen, Regierungsbezirk Darmstadt, Hochtaunuskreis, Gemeinde Weilrod[Anm. 7]

## Bevölkerung

### Einwohnerstruktur 2011
Nach den Erhebungen des Zensus 2011 lebten am Stichtag dem 9. Mai 2011 in Neuweilnau 432 Einwohner. Darunter waren 21 (4,9 %) Ausländer.
Nach dem Lebensalter waren 72 Einwohner unter 18 Jahren, 171 zwischen 18 und 49, 105 zwischen 50 und 64 und 81 Einwohner waren älter. Die Einwohner lebten in 180 Haushalten. Davon waren 45 Singlehaushalte, 63 Paare ohne Kinder und 54 Paare mit Kindern, sowie 15 Alleinerziehende und 3 Wohngemeinschaften. In 39 Haushalten lebten ausschließlich Senioren und in 126 Haushaltungen lebten keine Senioren.

### Einwohnerentwicklung
Im Jahre 1628 wurden 38 Häuser gezählt. Bedingt durch die Verwüstungen des Dreißigjährigen Krieges sank die Zahl der Häuser bis 1640 auf 4 Häuser. Danach stieg die Einwohnerzahl bis 1696 auf 135 an.
| Niederlauken: Einwohnerzahlen von 1834 bis 2020 | Niederlauken: Einwohnerzahlen von 1834 bis 2020 | Niederlauken: Einwohnerzahlen von 1834 bis 2020 | Niederlauken: Einwohnerzahlen von 1834 bis 2020 | Niederlauken: Einwohnerzahlen von 1834 bis 2020 |
| --- | ----------------------------------------------- | ----------------------------------------------- | ----------------------------------------------- | ----------------------------------------------- |
| Jahr |                                                 |                                                 |                                                 | Einwohner                                       |
| 1834 | 1834                                            |                                                 | 232                                             | 232                                             |
| 1840 | 1840                                            |                                                 | 243                                             | 243                                             |
| 1846 | 1846                                            |                                                 | 246                                             | 246                                             |
| 1852 | 1852                                            |                                                 | 242                                             | 242                                             |
| 1858 | 1858                                            |                                                 | 236                                             | 236                                             |
| 1864 | 1864                                            |                                                 | 238                                             | 238                                             |
| 1871 | 1871                                            |                                                 | 236                                             | 236                                             |
| 1875 | 1875                                            |                                                 | 231                                             | 231                                             |
| 1885 | 1885                                            |                                                 | 226                                             | 226                                             |
| 1895 | 1895                                            |                                                 | 236                                             | 236                                             |
| 1905 | 1905                                            |                                                 | 251                                             | 251                                             |
| 1910 | 1910                                            |                                                 | 265                                             | 265                                             |
| 1925 | 1925                                            |                                                 | 222                                             | 222                                             |
| 1939 | 1939                                            |                                                 | 247                                             | 247                                             |
| 1946 | 1946                                            |                                                 | 352                                             | 352                                             |
| 1950 | 1950                                            |                                                 | 343                                             | 343                                             |
| 1956 | 1956                                            |                                                 | 313                                             | 313                                             |
| 1961 | 1961                                            |                                                 | 320                                             | 320                                             |
| 1970 | 1970                                            |                                                 | 334                                             | 334                                             |
| 1980 | 1980                                            |                                                 | ?                                               | ?                                               |
| 1990 | 1990                                            |                                                 | ?                                               | ?                                               |
| 2000 | 2000                                            |                                                 | ?                                               | ?                                               |
| 2007 | 2007                                            |                                                 | 462                                             | 462                                             |
| 2011 | 2011                                            |                                                 | 432                                             | 432                                             |
| 2015 | 2015                                            |                                                 | 432                                             | 432                                             |
| 2020 | 2020                                            |                                                 | 462                                             | 462                                             |
| Datenquelle: Historisches Gemeindeverzeichnis für Hessen: Die Bevölkerung der Gemeinden 1834 bis 1967. Wiesbaden: Hessisches Statistisches Landesamt, 1968. Weitere Quellen: LAGIS; Gemeinde Weilrod; Zensus 2011 |                                                 |                                                 |                                                 |                                                 |

### Historische Religionszugehörigkeit
- 1830: 226 evangelische (= 100,00 %) Einwohner[1]
- 1961: 292 v(= 91,25 %), 26 katholische (= 8,12 %) Einwohner[1]

### Persönlichkeiten
- Conrad Schreiner (1829–1895), Bürgermeister und Mitglied des Provinziallandtages der Provinz Hessen-Nassau

## Kultur und Sehenswürdigkeiten

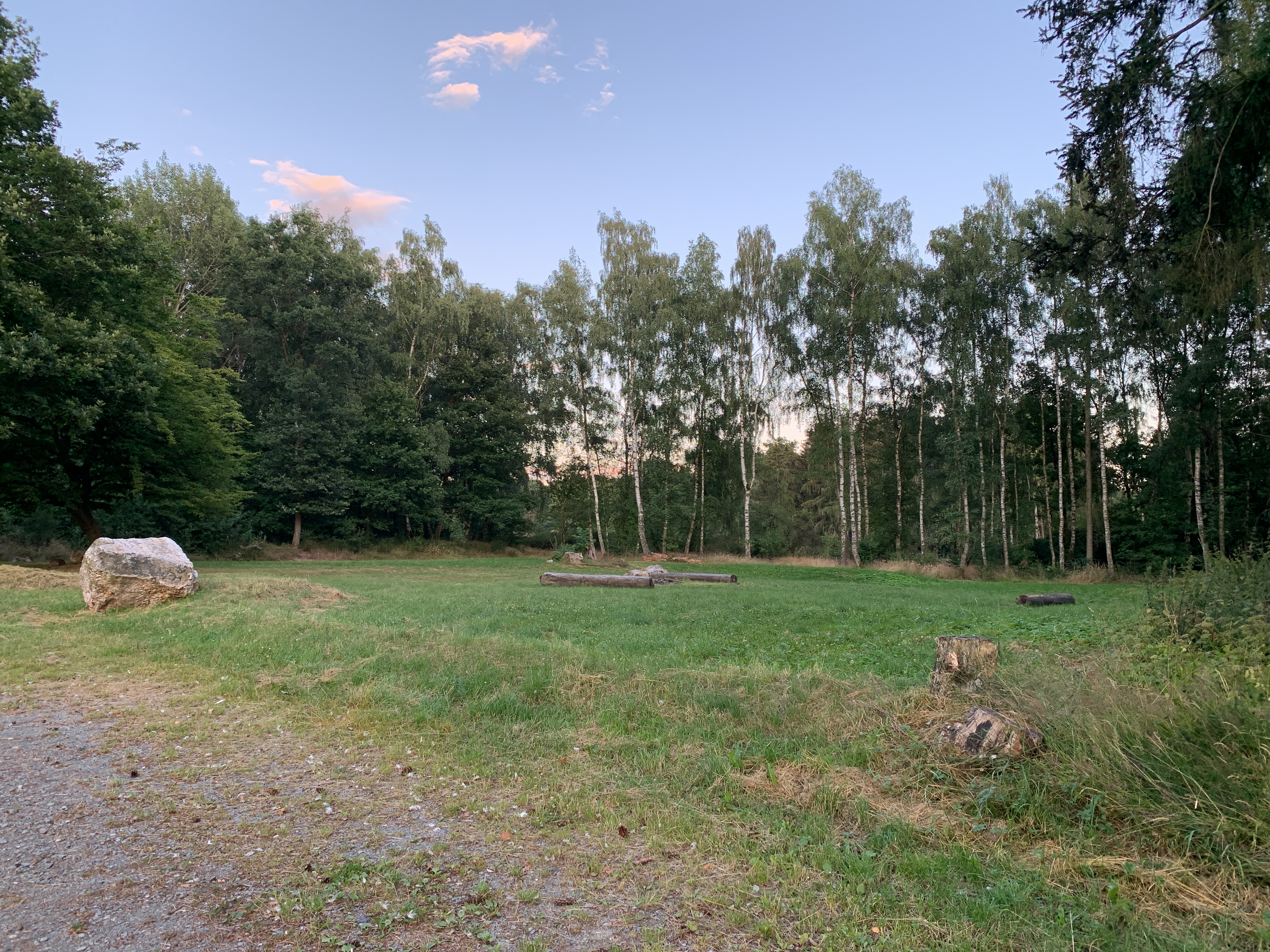
Jugendzeltplatz Kammerforst direkt neben dem Sportgelände der SG Niederlauken

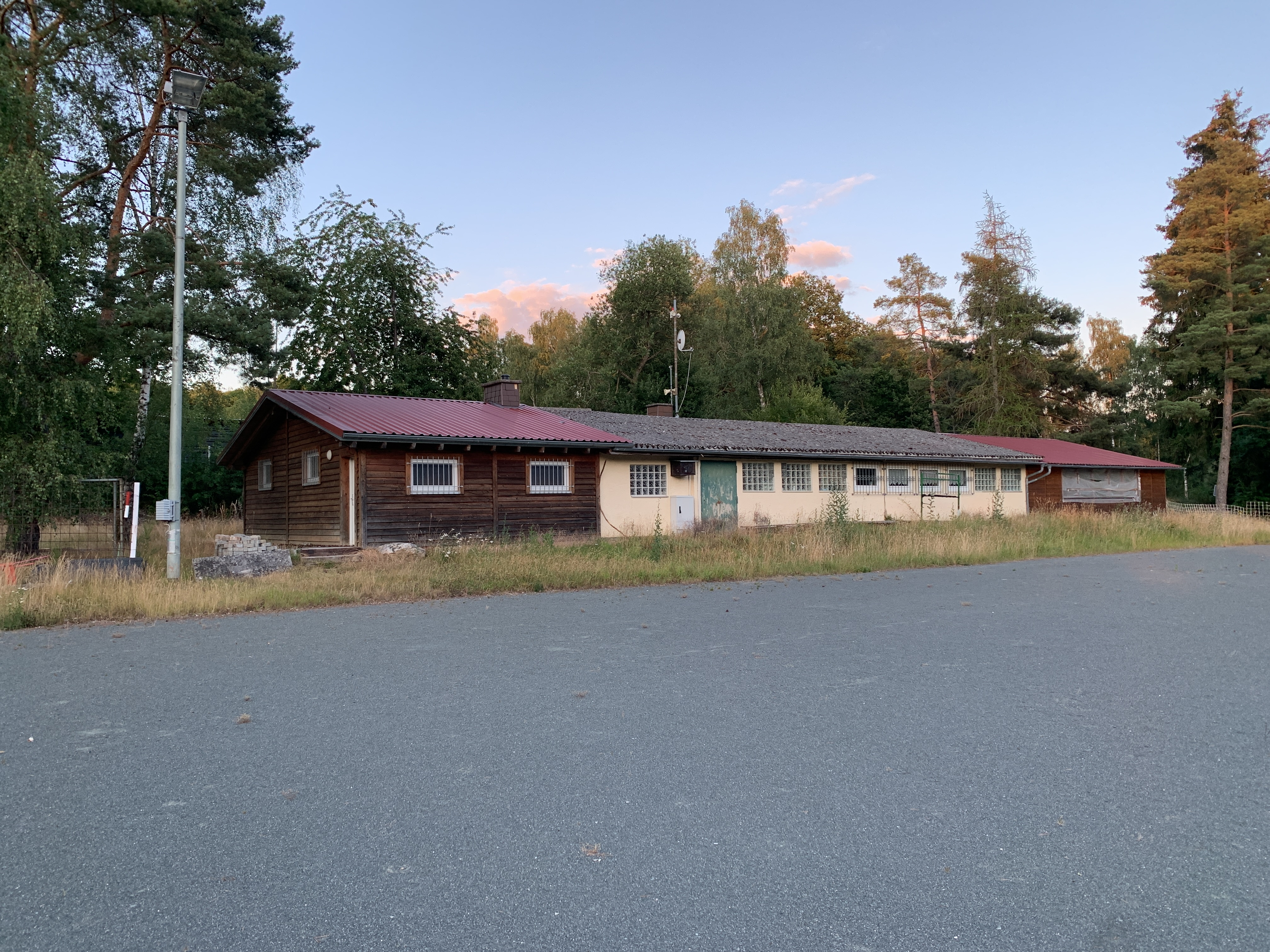
Sportlerheim der SG Niederlauken

Das Laubmännchen wird zu Pfingsten als Frühlings- und Fruchtbarkeitsfest gefeiert. Es handelt sich um einen vorchristlichen Brauch.

## Wirtschaft und Infrastruktur
Die Wirtschaft des Ortes war früher sehr landwirtschaftlich geprägt. Heute pendeln viele Einwohner in den Vordertaunus oder das Rhein-Main-Gebiet zur Arbeit. Größter Arbeitgeber vor Ort ist die Firma Canton.
Die Spar- und Darlehenskasse Niederlauken fusionierte im Jahr 1972 mit der Raiffeisenbank Grävenwiesbach.
Das Dorf verfügt über ein Dorfgemeinschaftshaus und ein Jugendzentrum. Um die Nahversorgung mit Dingen des täglichen Bedarfs sicherzustellen, betreibt der Verein „Unser Laden Niederlauken“ einen Nachbarschaftsladen, der jedoch ohne Zuschüsse nicht am Leben erhalten werden kann.
Im Rahmen der Dorferneuerung wurde auch das alte Backhaus saniert. Einige restaurierte Fachwerkhäuser sind Schmuckstücke des Ortes.